# 薛顿贺尔大学法学院

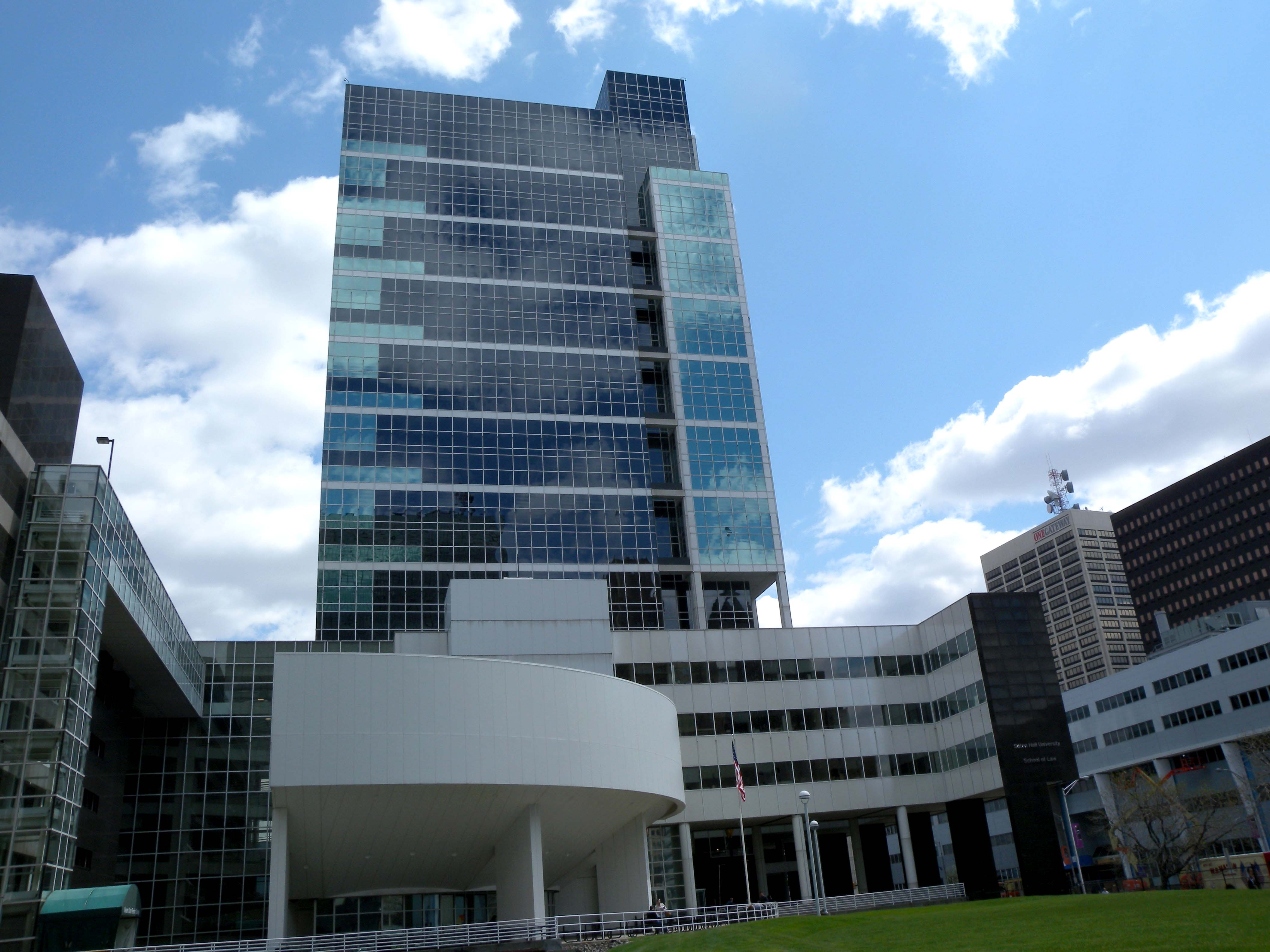
法學院大樓

薛頓賀爾大學法學院（Seton Hall University School of Law）是一所1951年創立於美國紐澤西州紐華克的法學院，附屬於天主教薛頓賀爾大學。 薛頓賀爾法學院是紐澤西州唯一的私立法學院，也是該州在美國新聞與世界報導排名最高的法律學府。